# Lagria hirta
Lagria hirta là một loài bọ cánh cứng thuộc phân họ Lagriidae trong họ Tenebrionidae.
Loài này có chiều dài khoảng 7 đến 10 mm, cánh cứng có màu nâu, phần còn lại của cơ thể là hoàn toàn đen. Loài này ăn các nguyên liệu thực vật như mật hoa và phấn hoa và có thể bay, làm cho các loại thường được tìm thấy trên hoa. Loài này chậm chạp và không thể chạy nhanh. Ấu trùng sống trên mặt đất giữa mùn thực vật mục nát.